# Port-Salut (arrondissement)
Port-Salut (em crioulo, Pòsali), é um arrondissement do Haiti, situado no departamento do Sul. De acordo com o censo de 2003, Port-Salut tem uma população total de 54.286 habitantes.

## Comunas
O arrondissement de Port-Salut é composto por três comunas.